# SV Beuel 06
Sportverein Beuel 06 – niemiecki klub piłkarski z siedzibą w dzielnicy Beuel miasta Bonn, leżącego w Nadrenii Północnej-Westfalii.

## Historia
Początki klubu związane są z grupą studentów wyższej szkoły grających w piłkę nożną w 1903 roku w ramach nieformalnego związku piłkarskiego. Zwali się Rapiditas lub Rapidas i rozgrywali mecze z klubem Bonn FV. Latem 1906 roku przyjęli nazwę Beueler FV, ale w tym samym czasie we wschodniej części miasta pojawił się inny klub o takiej samej nazwie. Oba kluby pod koniec I wojny światowej były bliskie upadku, więc by tego uniknąć połączyły się. Wkrótce w mieście powstał nowy klub o nazwie  FV Alemannia 1919 Beuel. W roku 1924 Alemannia i Baueler FV dokonały fuzji tworząc klub SV Beuel 06.
W wyniku reform futbolu niemieckiego z 1933 roku utworzono 16 lig regionalnych. SV Beuel w sezonie 1936/37 przystąpił do rozgrywek w lidze Gauliga Mittelrhein. W tym samym sezonie oddano do użytku klubowy stadion. W następnym sezonie Beuel wygrał ligę, jednak nie został dopuszczony do fazy barażowej. Zanim rozpatrzono protest i uznano za słuszne racje klubu, wicemistrz ligi Alemannia Akwizgran przystąpiła już do meczów barażowych.
Po zakończeniu II wojny światowej klub grał w amatorskiej lidze Rheinbezirksliga, która przekształciła się w III ligę Landesliga Mittelrhein. W połowie lat 50. klub spadł do IV ligi. Przez następne kilka dekad SV Beuel 06 błąkał się między IV a V ligą.
W roku 1997 SV Beuel 06 wywalczył awans do IV ligi (Landesliga Mittelrhein, Gruppe 1), gdzie zajął drugie miejsce, tracąc szansę na zwycięstwo w ostatniej kolejce. Jednak szanse klubu na dalszy awans zaprzepaścił kryzys finansowy, który sprawił, że SV Beuel 06 wylądował w VI lidze (Kreisliga). W sezonie 2005/06 klub zajął pierwsze miejsce w VI lidze.

## Znani piłkarze
- Franz Elbern, reprezentant Niemiec w latach 1935–1938
- Horacio Troche, reprezentant Urugwaju
- Jan-Ingwer Callsen-Bracker, później piłkarz klubu Bayer 04 Leverkusen